# ریچارد دزیره
ریچارد دزیره (انگلیسی: Richard Déziré؛ زادهٔ ۲۴ سپتامبر ۱۹۷۲) بازیکن فوتبال اهل فرانسه است.